# لوئیس سگورا
لوئیس سگورا (به انگلیسی: Louis Ségura) ژیمناست زادهٔ ۲۳ ژوئیهٔ ۱۸۸۹ میلادی اهل کشور فرانسه است.